# 村井博美
村井 博美（むらい ひろみ、1948年（昭和23年）8月18日 - ）は、日本の元・大蔵官僚。元財務省印刷局長。血液型はA型。

## 略歴
- 1971年（昭和46年）
  - ?月：東京大学法学部卒業
  - 7月：大蔵省入省（理財局資金課）[2]
- 1972年（昭和47年）8月：大阪国税局調査部
- 1973年（昭和48年）8月：大蔵省大臣官房調査企画課
- 1975年（昭和50年）7月：大蔵省大臣官房調査企画課調査第二係長[3]
- 1976年（昭和51年）7月：鳴門税務署長
- 1977年（昭和52年）4月：通商産業省産業政策局商政課
- 1979年（昭和54年）7月：大蔵省主税局調査課長補佐（外国調査）[4]
- 1980年（昭和55年）7月：主税局国際租税課長補佐（総括）[5]
- 1984年（昭和59年）6月：在ニューヨーク日本国総領事館領事
- 1987年（昭和62年）7月：大蔵省大臣官房秘書課財務官室長
- 1988年（昭和63年）6月：関東信越国税局直税部長
- 1990年（平成2年）7月：国税庁長官官房企画課長
- 1994年（平成6年）7月：大蔵省理財局国有財産総括課長
- 1995年（平成7年）7月：青森県副知事
- 1998年（平成10年）7月：大蔵省理財局次長（旧国有財産担当）[6]
- 2000年（平成12年）6月：大蔵省印刷局長
- 2001年（平成13年）
  - 1月：財務省印刷局長
  - 7月：財団法人証券保管振替機構常務理事
- 2002年（平成14年）1月：株式会社証券保管振替機構代表取締役常務取締役
- 2003年（平成15年）
  - 6月?日
    - 株式会社証券保管振替機構代表取締役専務取締役
    - 株式会社ほふりクリアリング代表取締役常務取締役
- 2005年（平成17年）8月1日：財団法人生命保険文化センター理事長
- 2018年（平成30年）11月：瑞宝中綬章を受章[7]。

## 同期
旧大蔵省同期入省者には、藤井秀人、吉永国光（東和銀行頭取）、森田好則、窪野鎮治（両人共に財務省印刷局長）、西川和人（金融庁検査部長）、西川聰（名証副社長）など。

## その他役職
- 社団法人日本消費生活アドバイザー・コンサルタント協会理事
- 社団法人全国消費生活相談員協会理事
- 日本保険学会監事